# Chrystus w ogrodzie Oliwnym

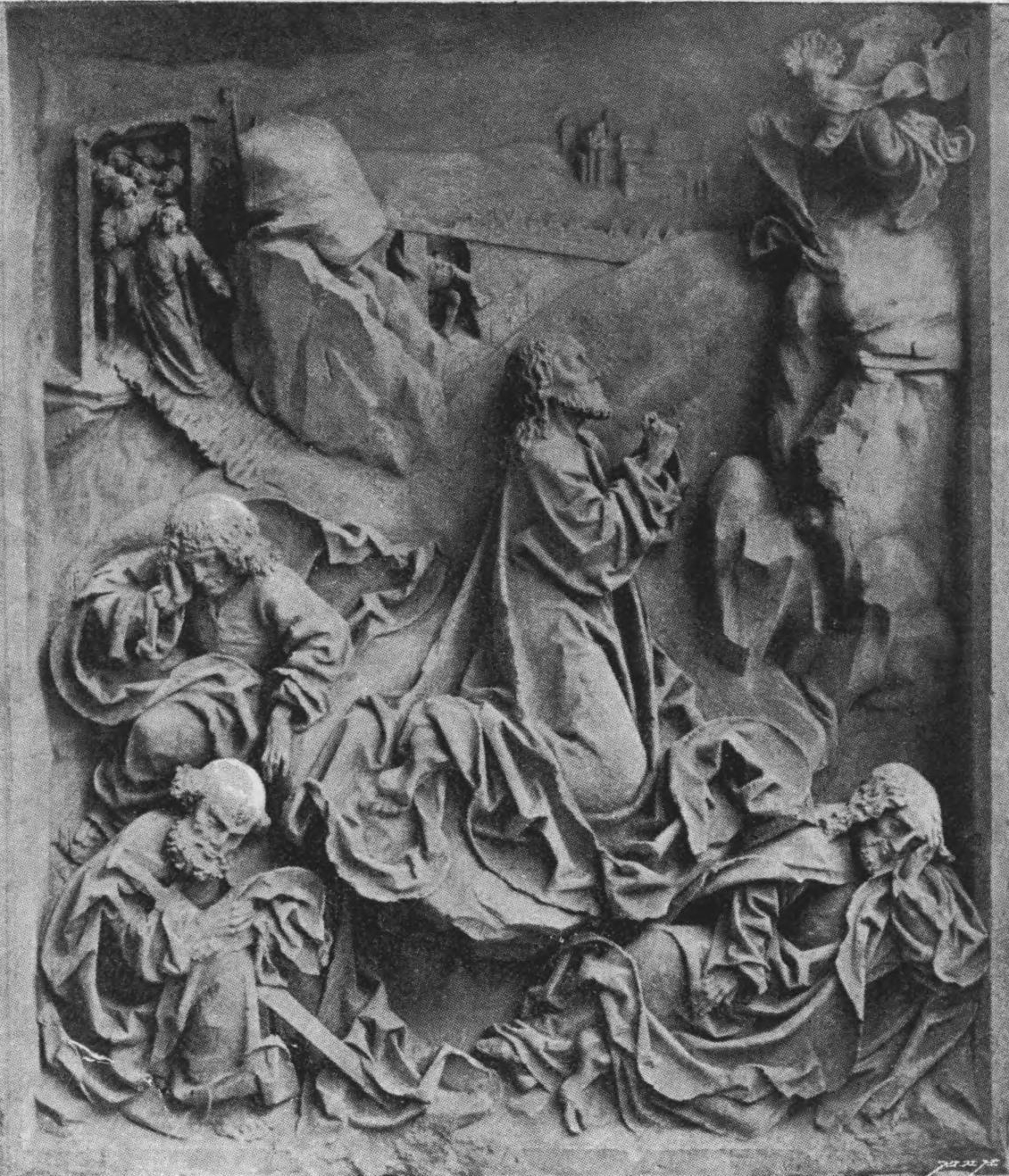
Chrystus w ogrodzie Oliwnym (fot. z XIX wieku)

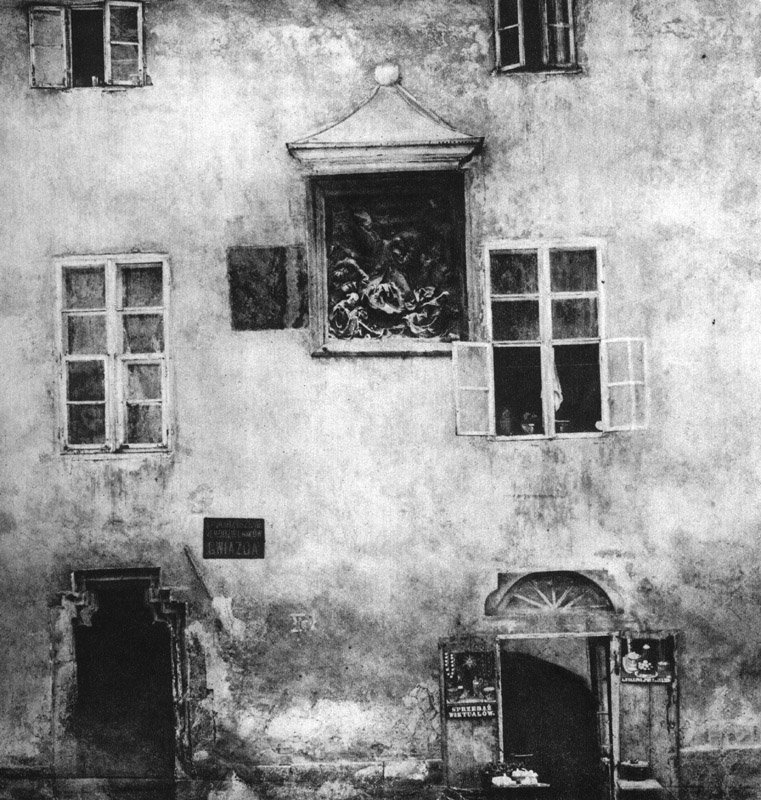
Północna ściana domu przy placu Mariackim z płaskorzeźbą (fot. z ok. 1870)

Chrystus w ogrodzie Oliwnym („Ogrójec”) – płaskorzeźba wykonana przez Wita Stwosza, pochodząca prawdopodobnie z dawnego cmentarza przy Kościele NMP w Krakowie. Obecnie znajduje się w Muzeum Narodowym w Krakowie. 

## Dzieje
Nieznane pierwotne miejsce tego zabytku jest dyskusyjne – mógł on być ozdobą małej kapliczki cmentarnej. Wiadomo, iż w 1846 roku wmurowano go w ścianę jednej z kamienic koło kościoła Mariackiego, zaś w roku 1911 zastąpiono oryginał kopią widoczną na elewacji kamienicy przy placu Mariackim 8. Oryginalna płaskorzeźba znajdowała się do roku 2006 w Kamienicy Szołayskich. Od października 2007 dostępna dla publiczności w nowej siedzibie Działu Sztuki do XVIII w. krakowskiego Muzeum Narodowego, która znajduje się w Pałacu E. Ciołka przy ulicy Kanoniczej w Krakowie.
Dzieło to, było wzorem dla płaskorzeźby Modlitwa w Ogrójcu z Stryszowa znajdującej się w kościele parafialnym w Stryszowie, a to z kolei było inspiracją dla nieznanego twórcy płaskorzeźby znajdującej się w kaplicy pw. św. Antoniego w Stryszowie.

## Opis i analiza
Płaskorzeźba wykonana z piaskowca zachowała fragmenty dawnej polichromii. Centralne miejsce kompozycji zajmuje ukazany w profilu, klęczący Chrystus, do którego zwraca się anioł (pierwotnie trzymał kielich) znajdujący się w prawym, górnym narożniku kompozycji. U stóp Jezusa ukazano trzech śpiących Apostołów – po lewej stronie święci Jan Ewangelista i Piotr oraz po prawej Jakub Starszy. U góry, po lewej stronie wśród skalnych rozpadlin widać bramę, z której wychodzą w stronę Chrystusa żołnierze, prowadzeni przez odzianego w długą suknię Judasza wchodzącego na mostek nad fosą. Na prawo wyłom w płocie, przez który usiłuje przejść pachołek. Na horyzoncie widoczne kolejne pagórki, spośród nich wyłaniają się obwarowania i kościół.
Przedstawienie Chrystusa w Ogrójcu Wita Stwosza jest świadectwem zderzenia kilku kręgów artystycznych. Typ ikonograficzny Judasza, motyw pachołka przechodzącego przez płot i potraktowanie śpiących apostołów jako trzy oddzielne figury są odbiciem sztychu anonimowego artysty zwanego Monogramistą AG, który był uczniem znanego grafika i malarza Marcina Schongauera, pochodzącego ze Szwabii. Druga ścieżka wpływów ma związek z ujęciem tematu, które było znane z dzieł twórców związanych ze Strasburgiem, m.in. Mistrza Pasji z Karlsruhe.
Trzeci kierunek inspiracji mógł wynikać z własnego doświadczenia artystycznego. Charakterystyczny dla rzeźb Ołtarza Mariackiego jest sposób traktowania przestrzeni oraz szat. W przeciwieństwie do mariackiego poliptyku, Stwosz rzeźbiąc Ogrójec zrezygnował z płaskiego traktowania reliefu na rzecz niemal trójwymiarowego ujęcia postaci. To dzieło jest kolejnym krokiem w poszukiwaniu przez artystę nowych kierunków w twórczości; niewątpliwie Ogrójec jako dzieło zainspirowane niemiecką grafiką posłużyło za ogniwo do zainteresowania grafiką i tworzenia dzieł w tej technice.

## Datowanie
Historycy sztuki nadal nie są zgodni co do czasu powstania tej płaskorzeźby, którą prawdopodobnie stworzono między 1480 a 1485 rokiem.